# Tagghirs
Tagghirs (Cenchrus echinatus) är en gräsart som beskrevs av Carl von Linné. Enligt Catalogue of Life ingår Tagghirs i släktet tagghirser och familjen gräs, men enligt Dyntaxa är tillhörigheten istället släktet tagghirser och familjen gräs. Arten förekommer tillfälligt i Sverige, men reproducerar sig inte. Inga underarter finns listade i Catalogue of Life.

## Bildgalleri

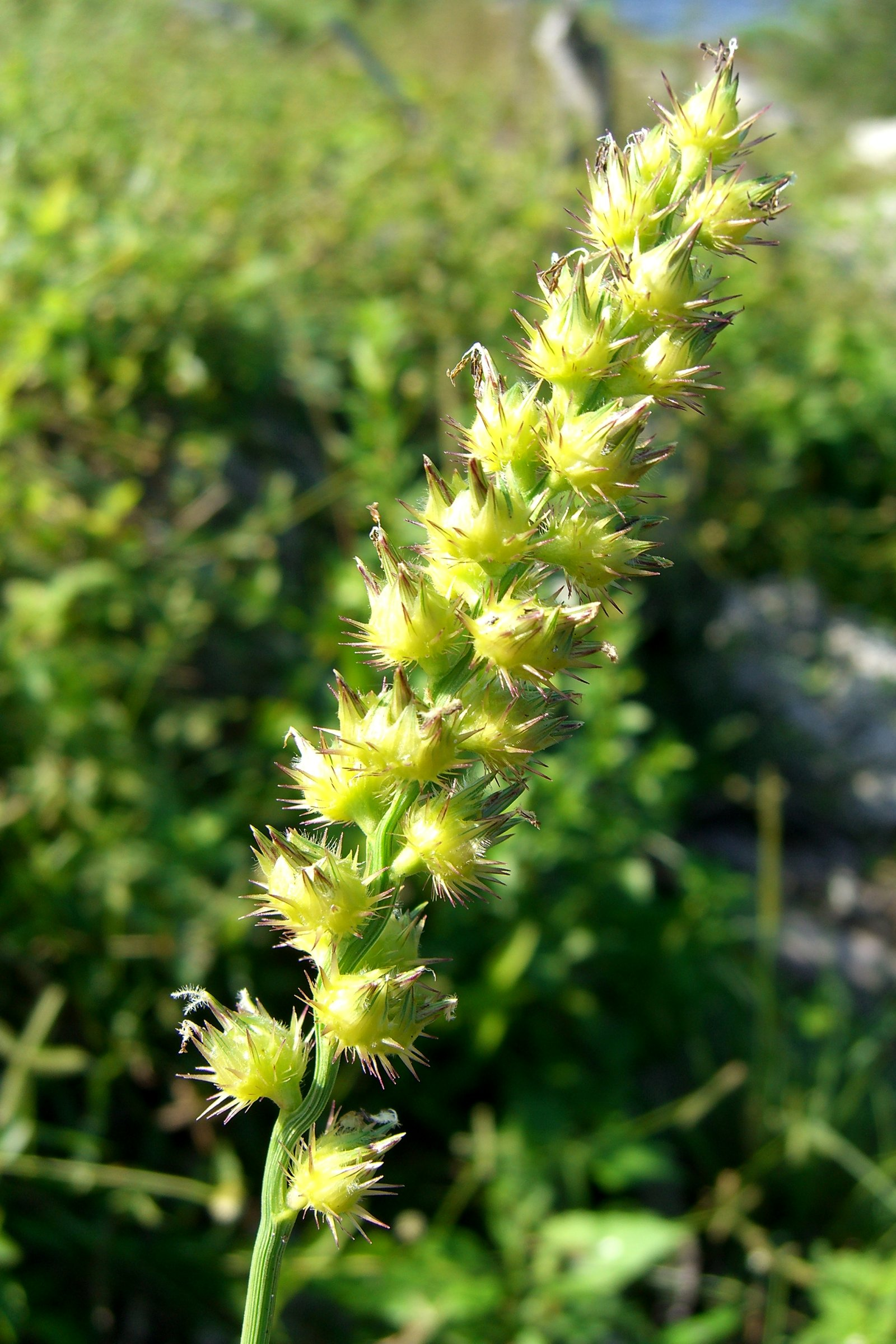
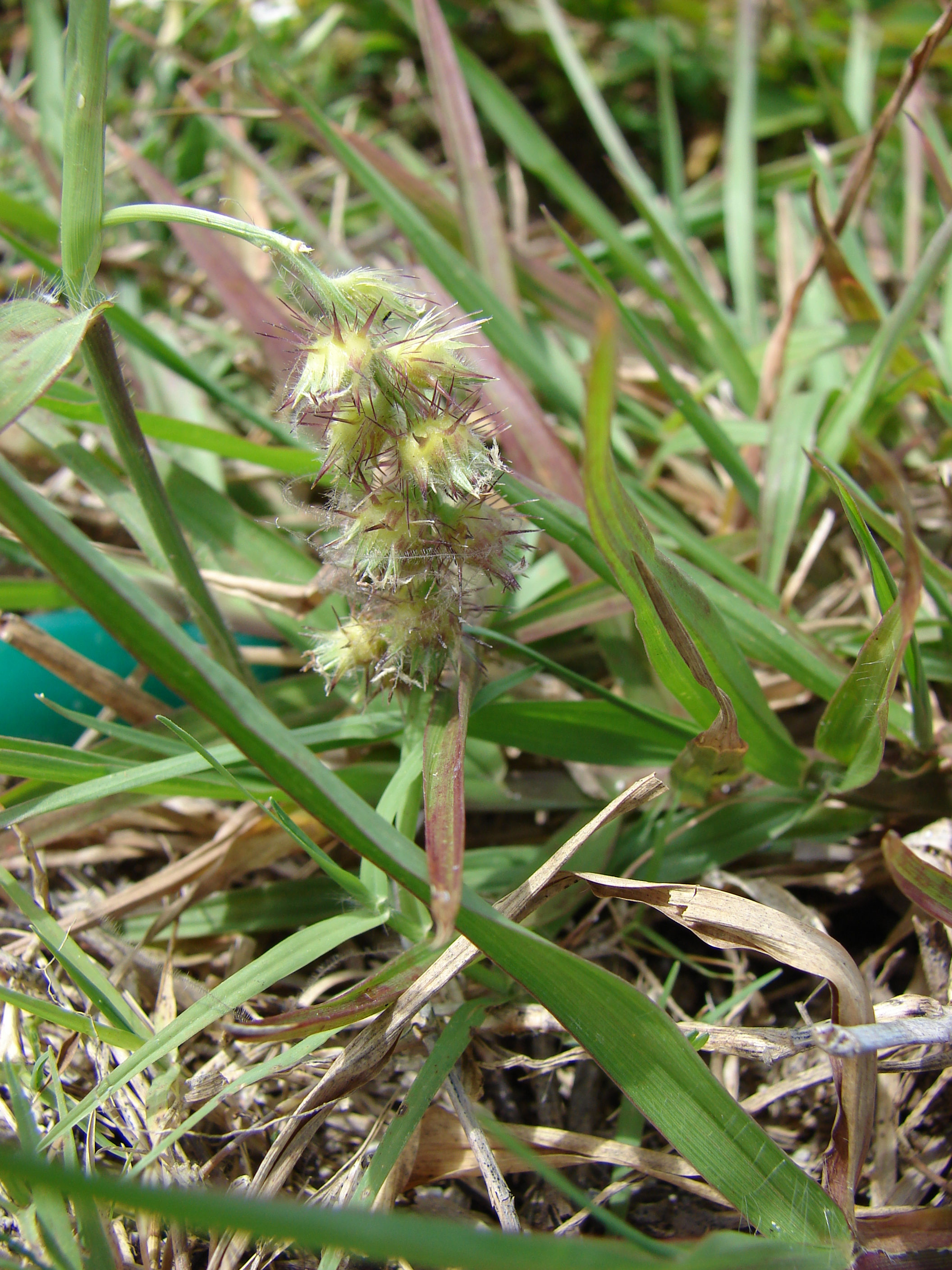
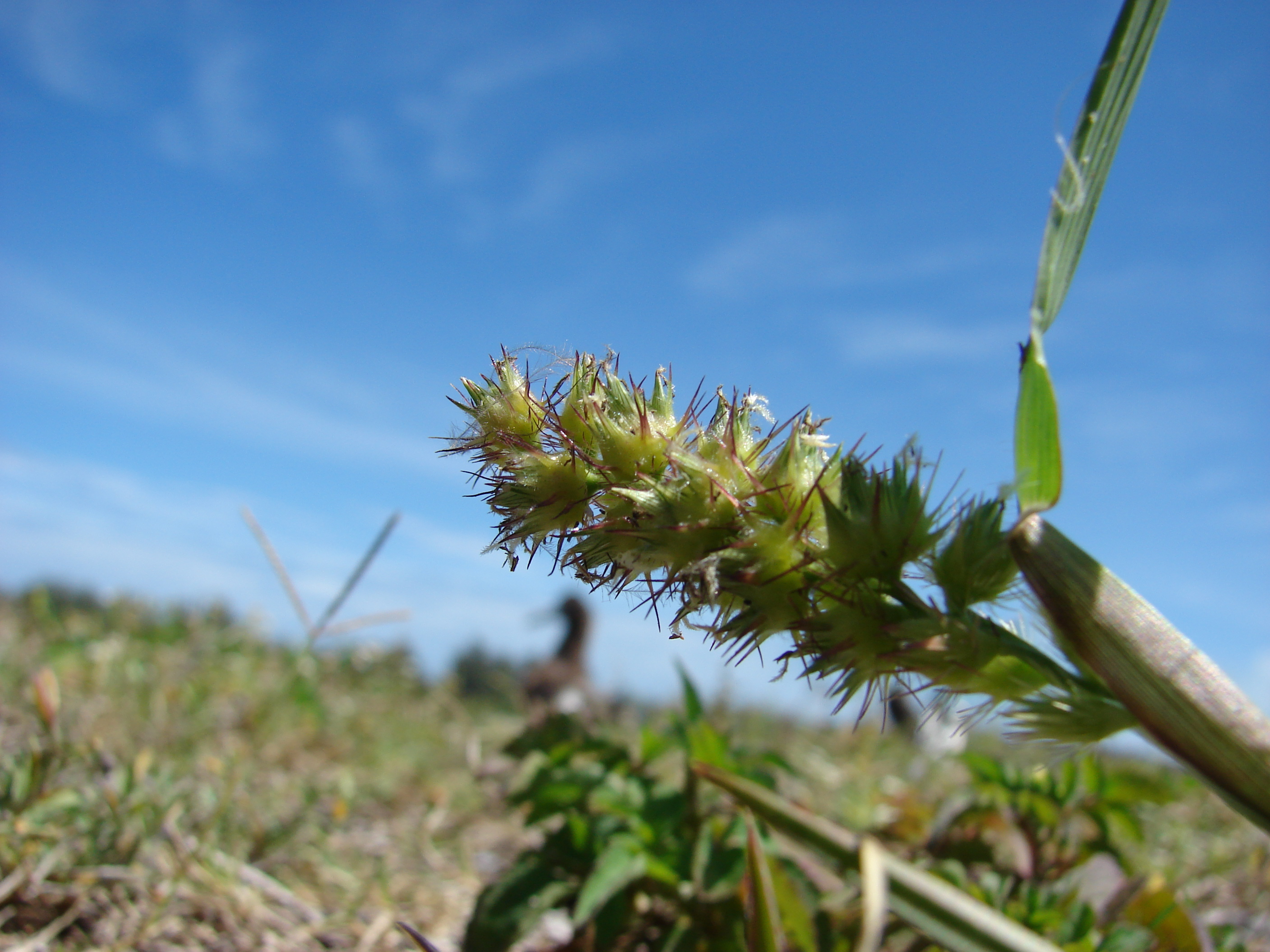
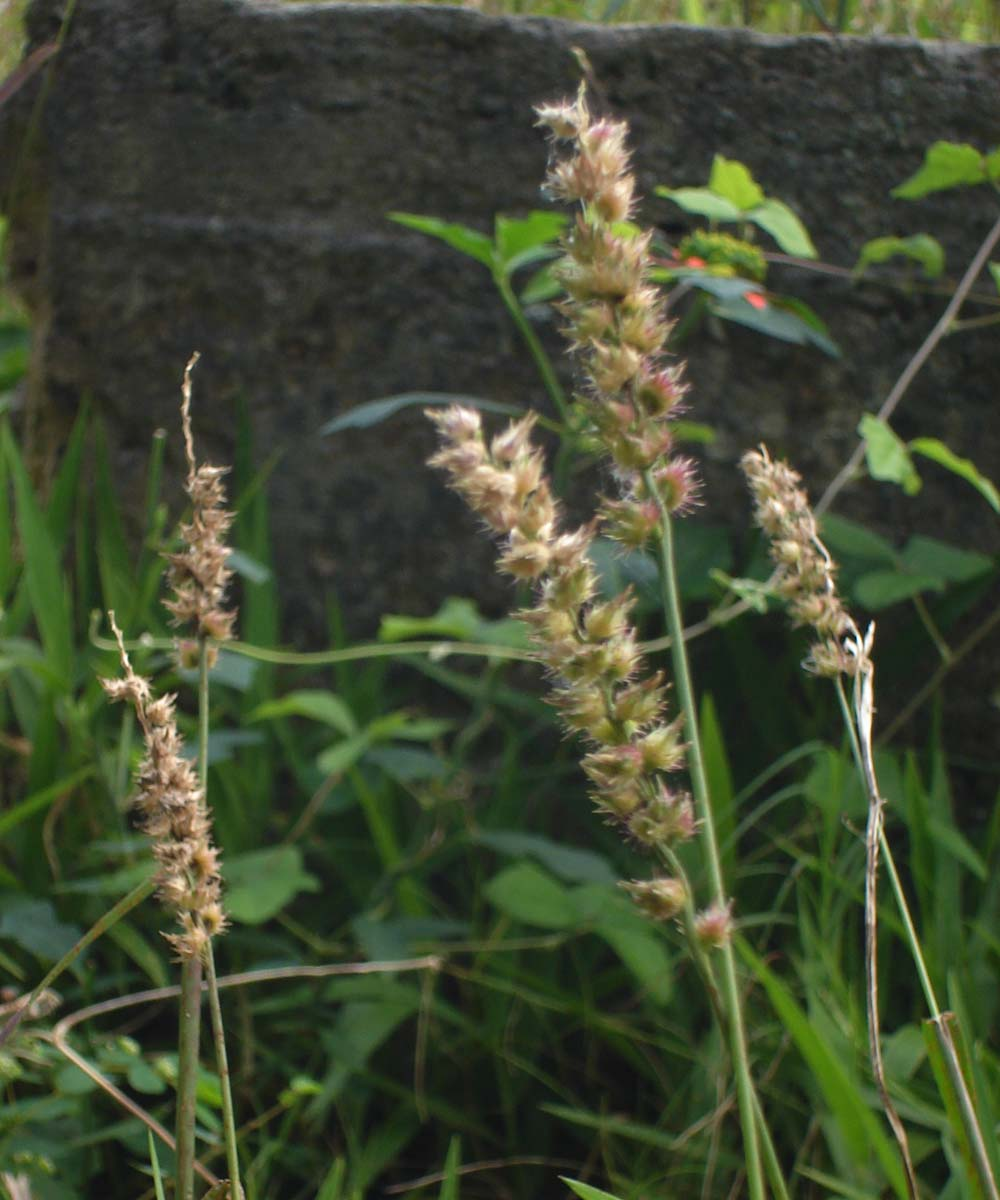